# Вятські Поляни
Вя́тські Поля́ни (рос. Вятские Поляны) — місто (з 1942 року) в Кіровській області, знаходиться на правому березі річки Вятка.
Це є четверте за величиною місто в області, створює самостійне муніципальне утворенния «Місто Вятські Поляни» у Кіровській області.
Адміністративний центр Вятськополянського району.
Населення становить 29 742 осіб (2021).

## Промисловість
Основним підприємством міста є Вятсько-Полянський машинобудівний завод (ВПМЗ), нині — ВАТ «Молот», завдяки якому населений пункт отримав статус міста. Це підприємство було створене на базі колишньої шпульно-котушечної фабрики, у якій у 1942 році розмістили виробництво знаменитого пістолета-кулемета (автомата) ППШ. Завод і місто прославив його конструктор — Шпагін Георгій Семенович. Пізніше на заводі налагодили виробництво знаменитих моторолерів Вятка (піратованої з італійської моделі Vespa-150) які також принесли всесвітню «славу» заводу і місту. 

## Відомі люди
Іншим відомим мешканцем Вятських Полян був ґвалтівник і вбивця Олександр Комін,  приклад якого надихнув іншого росіянина Віктора Мохова практикувати російський національний спорт у його власному гаражі. 